# Porrera
Porrera är en kommun och ort i Spanien.   Den ligger i provinsen Província de Tarragona och regionen Katalonien, i den östra delen av landet, 400 km öster om huvudstaden Madrid. Antalet invånare är 465.
Terrängen runt Porrera är kuperad. Runt Porrera är det ganska glesbefolkat, med 28 invånare per kvadratkilometer. Närmaste större samhälle är Mont-roig del Camp, 14,2 km sydost om Porrera. 